# José Antonio Orozco Sandoval
José Antonio Orozco Sandoval es un contador y político mexicano. 
Estudió la licenciatura en contaduría pública en la Universidad de Colima (1969-1974). Fue diputado de la LIV Legislatura del Congreso del Estado de Colima y diputado en la LVII Legislatura del Congreso del Estado de Colima (en donde fue presidente de la Comisión de Gobierno Interno y Acuerdos Parlamentarios). En el ámbito municipal fue regidor del H. Ayuntamiento de Colima (2000-2003), Síndico del H. Ayuntamiento de Colima (2006-2009), y presidente municipal de Colima del 12 de marzo de 2009 al 15 de octubre del 2009. 